# 羽幌鼠海豚属
羽幌鼠海豚属（学名：Haborophocoena），也称北海道鼠海豚属，是鼠海豚科下已滅絕的一個屬，化石發現於日本。

## 下属物种
本属包括以下物种：
- 微小北海道鼠海豚 Haborophocoena minutus Ichishima & Kimura, 2009
- 丰岛北海道鼠海豚 Haborophocoena toyoshimai Ichishima & Kimura, 2005